# Osmia argyropyga
Osmia argyropyga är en biart som beskrevs av Pérez 1879. Osmia argyropyga ingår i släktet murarbin, och familjen buksamlarbin. Inga underarter finns listade i Catalogue of Life.